# Hadena obscura
Hadena obscura är en fjärilsart som beskrevs av Charles Stuart Gregson 1891. Hadena obscura ingår i släktet Hadena och familjen nattflyn. Inga underarter finns listade i Catalogue of Life.